# Trasporti in Galles
La rete di trasporti in Galles non è completamente integrata; viaggiare all'interno o all'esterno è più facile che spostarsi all'interno. Le principali vie di trasporto est-ovest sono state a lungo localizzate lungo le coste nord e sud, e attraverso il Galles centrale dove la Valle del Severn collega il confine gallese con le Midlands. Le metropolitane da nord a sud si sono sviluppate lungo la costa occidentale e il confine tra Inghilterra e Galles. Anche dopo l'ammodernamento delle strade, permane il problema storico di stabilire vie di trasporto sugli altopiani. Il Galles ha un'ampia rete di strade, in particolare lungo le coste nord e sud, ma l'unica autostrada che attraversa il paese è la M4 che collega le città del sud con Bristol e sostanzialmente Londra.

## Ferrovie
Molte linee ferroviarie furono chiuse dalle British Railways negli anni '50 e '60. La rete ferroviaria esistente è simile allo schema stradale: i percorsi principali si trovano lungo le coste nord e sud. Ci sono anche una serie di ferrovie a scartamento ridotto in Galles che operano principalmente in estate per i turisti.

## Porti
Il principale porto oceanico del paese è Milford Haven, uno dei maggiori centri europei per l'importazione e la raffinazione del petrolio. I porti di Holyhead, Fishguard e Swansea collegano il Galles e l'Irlanda tramite traghetti attraverso il Mare d'Irlanda. Molti porti del sud, un tempo esportatori di carbone, oggi importano minerali ferrosi, petrolio e beni generali. Nonostante i suoi canali storici, non ci sono vie navigabili interne commerciali nel moderno Galles.

## Aeroporti
L'aeroporto di Cardiff è il più grande aeroporto del paese, con partenze e arrivi di passeggeri su voli nazionali verso altre parti del Regno Unito e voli internazionali verso un certo numero di paesi.